# LaSalle
Pour les articles homonymes, voir La Salle.
LaSalle (prononciation : /la.sal/) est l'un des dix-neuf arrondissements de la ville de Montréal, au Québec (Canada). Avant les réorganisations municipales québécoises de 2002, LaSalle est une ville qui avait été constituée en 1912 par la dissolution de la municipalité de paroisse des Saints-Anges-de-Lachine.
Situé dans le sud-ouest de l’île de Montréal, sur les rives du fleuve Saint-Laurent, face aux rapides de Lachine, entre Verdun et Lachine, et limité au nord par le canal de Lachine, l’arrondissement LaSalle s’est principalement développé grâce à l’activité industrielle du canal de Lachine.
Encore aujourd’hui, LaSalle possède un secteur industriel important en plus de constituer une zone commerciale à proximité du centre-ville de Montréal.

## Géographie
L'arrondissement de LaSalle est situé au sud-ouest de l'île de Montréal. Il est délimité au sud et à l'ouest par le fleuve Saint-Laurent, au nord-ouest par l'arrondissement de Lachine et le canal de Lachine (qui le sépare de l'arrondissement Côte-des-Neiges–Notre-Dame-de-Grâce), et à l'est par les arrondissements du Sud-Ouest (quartier Ville-Émard) et de Verdun.
Plusieurs îles et îlots (dits îles des Rapides de Lachine) comprenant l'île aux Hérons, l'île aux Chèvres et l'île au Diable, Les Sept-Sœurs et l'île Rock, se trouvent dans les rapides de Lachine et font partie du territoire de LaSalle.
Sa superficie est de 16,4 km2 et sa population de 82 235 habitants en 2021. 

### Quartiers
- Q67 Cecil-P.-Newman (d)
- Q68 Sault-Saint-Louis (d)

## Histoire
L'histoire de LaSalle, étroitement liée à celle de Lachine, est très ancienne. Le 2 octobre 1535, Jacques Cartier, lors de son deuxième voyage au Canada, remonte la « Grande rivière de Canada » débarque au pied du « grand Sault ». Selon Stanislas, il gravit la montagne, qu'il nomme mont Royal, d'où il observe le paysage. Il découvre le village autochtone d'Hochelaga et aperçoit « un sault d'eau le plus impétueux qu'il soit possible de voir, lequel ne nous fut possible de passer ». Lors de son troisième voyage, en 1541, il découvre le village de Tutomaguy en amont des rapides. Des recherches archéologiques, effectuées par la firme Archéotec, en 1984, ont relevé des traces d'occupation autochtone, surtout sur les îles aux Hérons et aux Chèvres.
À l'été 1603, Samuel de Champlain vient explorer la région du « Grand Sault ». Il revient en juin 1611 et baptise l'île aux Hérons, en raison de la présence nombreuse de cette espèce aviaire. Lors de ce même voyage, un dénommé Louis se noie en tentant de franchir ces rapides ; Champlain leur donne le nom de « Sault Saint-Louis »,,.

### Les seigneurs
Jusqu'à l'instauration du régime municipal, le territoire de la paroisse de Lachine était sous l'autorité du seigneur de L'Isle-de-Montréal. Ce système seigneurial a été aboli en décembre 1854.
- 1636-1640 Jean de Lauzon (c. 1584-1666)
- 1640-1659 La Société Notre-Dame-de-Montréal
  - Mandataires: Jérôme Le Royer de La Dauversière (1597-1659) et Pierre Chevrier, baron de Fancamp (1602-1692).
- 1659-1763 Le Séminaire Saint-Sulpice de Paris, représenté par les supérieurs du Séminaire Saint-Sulpice de Montréal.
  - 1661-1668: Gabriel Souart (c. 1611-1691)
  - 1668-1671: Gabriel de Tubières de Caylus (1612-1677)
  - 1671-1674: François Dollier de Casson (1620-1701)
  - 1674-1676: Gabriel Souart (c. 1611-1691)
  - 1676-1678: François LeFèvre (1648-1718)
  - 1678-1701: François Dollier de Casson (1620-1701)
  - 1701-1732: François Vachon de Belmont (1645-1732)
  - 1732-1759: Louis Normant du Faradon (1681-1759)
  - 1759-1763: Étienne de Montgolfier (1712-1791)
- 1763-1854: Le Séminaire Saint-Sulpice de Montréal, représenté par ses supérieurs.
  - 1763-1791: Étienne de Montgolfier (1712-1791)
  - 1791-1798: Gabriel-Jean Brassier (1729-1798)
  - 1798-1831: Jean-Henri-Auguste Roux (1760-1831)
  - 1831-1846: Joseph-Vincent Quiblier (1796-1852)
  - 1846-1854: Pierre-Louis Billaudèle (en) (1796-1859)

#### La Nouvelle-France (1667-1763)
À l'automne 1667, les Sulpiciens, seigneurs de l'Isle-de-Montréal, concèdent le fief de Côte-Saint-Sulpice à René-Robert Cavelier de La Salle (1643-1687). Il met les bases d'un premier village. Dès le printemps 1669, LaSalle se départ de son fief et de ses terres pour partir à la recherche de la route de la Chine. C'est alors qu'apparaît le nom de « Lachine » dans la toponymie de la région. La Salle ne découvre pas la Chine, mais il découvre la Louisiane, en avril 1682.

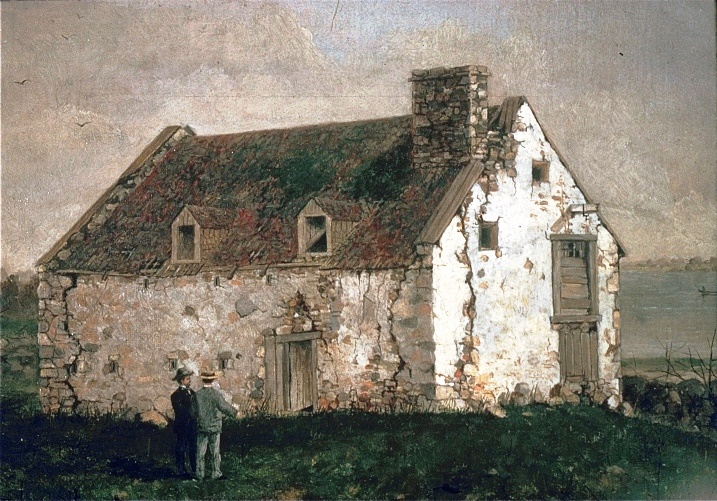
Fort Cuillerier.

Sous la gouverne des Sulpiciens, quelques pionniers dont Jean Milot dit le Bourguignon et René Cuillerier dit Léveillé construisent le fort, le moulin et un poste de traite, tandis que les premiers colons construisent leur maison et défrichent leurs terres.
En 1676, François de Montmorency-Laval, premier évêque de la Nouvelle-France, vient ériger la paroisse des Saints-Anges. C'est la troisième paroisse de l'île, après Notre-Dame de Montréal (1658) et L'Enfant-Jésus de Pointe-aux-Trembles (1674). Une chapelle en bois est construite et remplacée en 1703 par une première église paroissiale jusqu'en 1865. Cette année-là l'église est reconstruite, plus à l'ouest dans le nouveau village de Lachine.
En 1689, trois forts s'élèvent sur le territoire de la paroisse de Lachine: d'ouest en est, il s'agit du fort Rolland, du fort Rémy ou fort de Lachine, et du fort Cuillerier : le fort Rémy constituait le cœur du village, regroupant l'église, le presbytère, l'école, le couvent et un moulin. Pendant la nuit du 4 au 5 août 1689, des bandes d'Iroquois attaquent la côte de Lachine, évitant soigneusement les forts. Ils font près d'une centaine de morts et probablement une soixantaine de prisonniers. Pendant des mois les Iroquois continuent à harceler la région : le massacre de la coulée Grou, à Rivière-des-Prairies, en 1690, est un autre épisode important de ces guerres franco-iroquoises.
Le missionnaire sulpicien, Fénelon de Salignac, avait lancé l'idée d'un canal, pour contourner le sault Saint-Louis. En 1689, le supérieur des Sulpiciens, Dollier de Casson, avait fait entreprendre des travaux, mais ils furent interrompus en raison de la solidité du roc et de l'attaque iroquoise. Vers 1700, il engage l'ingénieur Gédéon de Catalogne, mais les travaux sont interrompus dès 1701, à la suite du décès de l'ingénieur. Une dernière tentative, en 1731-1732 échoue et le projet est abandonné.
Malgré ces déboires, la côte de Lachine demeure un lieu de transbordement pour tous les voyageurs vers les Grands Lacs et les pays d'en haut: militaires, marchands, missionnaires et aventuriers. Des familles de lachinois, comme les Brault dit Pominville ont été voyageurs pendant quelques générations.
En 1760, à la fin de la Guerre de Sept Ans, c'est à Lachine que le général britannique Jeffery Amherst établit son campement pour assiéger Montréal.

#### Le gouvernement britannique (1763-1855)
En 1765, deux ans après le Traité de Paris, la population de la paroisse de Lachine atteint 467 habitants.
En 1774, à la veille de la révolution américaine, le gouvernement britannique entreprend la construction d'un poste militaire royal près de l'ancien fort Cuillerier. Ce poste est renforci en 1783, puis pendant la guerre 1812-1815.
Le XIXe siècle est celui des grands propriétaires terriens : les Fraser, Somerville, Knox, Young et Guy. Ils rachètent les terres des cultivateurs pour développer de grands domaines.
L’Écossais William Fleming construit vers 1812, à LaSalle, le moulin de forme conique qui s’élève aujourd'hui face au fleuve Saint-Laurent, à l’angle du boulevard LaSalle et de la rue Strathyre. On le connaît aujourd'hui sous le nom de Moulin Fleming. Fleming confronte l'exclusivité des droits de meunerie que possèdent les Sulpiciens en tant que seigneur. À la suite d'un long procès, qui se termine en impasse, Fleming continue ses opérations de meunerie.
Le vieux rêve français de contourner les rapides par le creusage d'un canal en utilisant les terres basses de la rivière Saint-Pierre et du lac au Loutres, se réalise en 1824, par l'ouverture du canal de Lachine. Celui-ci sera agrandi et modernisé à deux reprises en 1848 et en 1885. D'importantes industries s'installent le long du canal, surtout dans la partie est, près du port de Montréal (Saint-Henri et Pointe-Saint-Charles) et près du village de Lachine. Peu s'établissent dans la région du « Bas-Lachine » (LaSalle). En conséquence, un nouveau village se développe plus à l'ouest, surtout en aval de l'entrée du canal de Lachine.

### Le régime municipal (depuis 1855)

#### La municipalité de paroisse de Saints-Anges-de-Lachine (1855-1912)
Le 1er juillet 1845, le gouvernement jette les bases des premières municipalités locales. La paroisse des Saints-Anges devient donc le territoire de la municipalité de paroisse de Saint-Michel-de-Lachine, laquelle devient la municipalité de paroisse des Saints-Anges-de-Lachine le 1er juillet 1855. Dès 1848, le village de Lachine est constitué et se détache de la municipalité de paroisse. La partie ouest ou Haut-Lachine, voit se détacher les villages de Summerlea (1892) et de Dorval (1895). Summerlea est annexé à la ville de Lachine en 1912. Le reste de la municipalité de paroisse, se dissout en 1912, partageant son territoire entre Dorval, Lachine et, dans la partie est, ou Bas-Lachine, une nouvelle ville de LaSalle, constituée le 14 mars 1912.
En 1852, un incendie majeur détruit une grande partie de Montréal, dont la cathédrale Saint-Jacques-le-Majeur. Les autorités décident alors de construire un canal d'aqueduc depuis la tête des rapides jusqu'à la ville. En 1873, pour pallier une pénurie d'eau l'entrée de l'aqueduc, qui se situait alors près de l'actuelle 63e avenue, est déplacé vers l'ouest, près de la 75e avenue. Le pont LaSalle permettant au boulevard LaSalle de traverser l'aqueduc de Montréal est inauguré en 1921. L'usine de filtration Charles-J.-Des Baillets est inaugurée en 1978.
Le chemin de fer Canadien Pacifique inaugure le pont St-Lawrence, reliant l'île de Montréal à Kahnawake en 1887. Il concurrence le pont Victoria ouvert en 1860 par le Grand Tronc. L'ouverture de ce pont favorise le lotissement des terres du Highland et la construction de quelques industries dans la partie ouest du Bas-Lachine.
Répondant aux besoins croissants en énergie pour la ville de Montréal, The Lachine Rapids Hydraulic and Lands Co. inaugure, le 25 septembre 1897, une centrale électrique dans les rapides, face à l'île aux Chèvres. Dès le début, c'était la deuxième centrale en importance au Canada, après celle de Niagara. Elle cesse ses opérations en 1931, dépassée par la nouvelle centrale de Beauharnois, ouverte en 1929. Les vestiges de cette centrale font maintenant partie du site du parc des Rapides.

#### La ville de LaSalle (1912-2001)

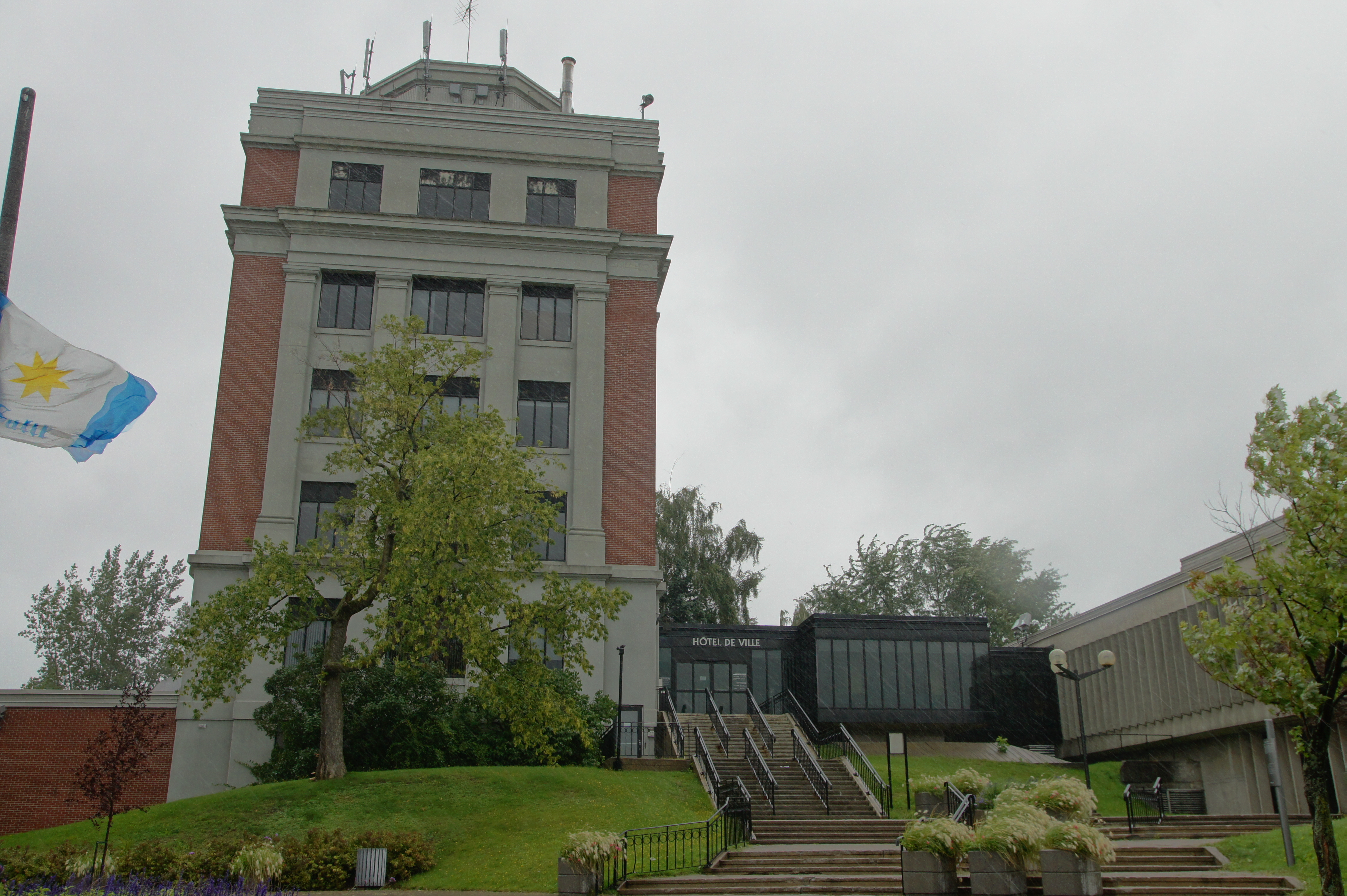
La mairie d'arrondissement de LaSalle.

Le 14 mars 1912, la ville de LaSalle est constituée de la partie restante, le Bas-Lachine, de la municipalité de paroisse des Saints-Anges-de-Lachine. La population est alors d'environ 500 personnes. Le premier maire est Henri Bergevin (1862-1931).
En 1916, la paroisse Saint-Nazaire se détache de Saints-Anges. Le territoire de la nouvelle paroisse correspond au territoire de la ville de LaSalle. Elle est desservie par deux chapelles écoles : Saint-Nazaire, située dans l'ouest (Highlands) et Saint-Télesphore, située dans le centre du territoire, près de l'entrée de l'aqueduc.
- La paroisse Notre-Dame-Sacré-Cœur est érigée en 1927, pour desservir la population croissante du quartier Bronx, entre la centrale hydroélectrique et la limite de Verdun; elle doit son nom à ses premiers desservants, les Missionnaires du Sacré-Cœur. La chapelle Saint-Télesphore dépend de la nouvelle paroisse.
- La paroisse Saint-Télesphore est érigée en 1951. Son nom honore Télesphore Savaria (1856-1916), curé de Saints-Anges, de 1900 à 1916.
- La paroisse Sainte-Catherine-Labouré est aussi érigée en 1951, pour desservir la population nord de LaSalle; son territoire englobe tous les lots non développés au nord de l'aqueduc, jusqu'aux limites de Montréal.
- Pour les anglophones, la paroisse St-Barbara est érigée en 1957. Le 14 septembre 1964, elle prend le nom de St-John-Brébeuf.
- Pour les italophones, la paroisse Madre dei Christiani, est fondée en 1970.

C’est à partir de 1920 que les premières grandes industries s’installent sur le territoire actuel de l’arrondissement. 
- Building Products (1920), Matériaux de construction BP Canada
- Distillers Corp. (1925) "Seagram",
- Peacock Bros. (1927),
- Montreal Coke & Mfg (1928),
- Jeffrey Manufacturing (1929),
- Standard Brands (1929), "Fleishman"
- Burroughs Welcome (1930),
- Foxboro (1933),
- J.B. Williams (1933),
- Monsanto (1937), "Solutia"
- Ralston Purina (1937),
- Arborite (1937), "Domtar"
- Ross Engineering (1947),
- Midland Ross (1949),
- Helen Curtiss (1950),
- Brasserie Labatt (1956) "Interbrew / Anheuser-Busch / InBev"
- General Foods (1959) "Kraft"
- Maislin (1960)
- Kruger (1960)
- Ideal Builders (1961)
- Imprimerie Dumont (1963) "Québecor"

La construction du pont du Lac-Saint-Louis s'étale de 1930 à 1934, offrant de l'emploi à des centaines de travailleurs en période de crise. Pour la première fois dans l'histoire un ouvrage important est entièrement conçu par des ingénieurs québécois, tous diplômés de l'École polytechnique de Montréal (Olivier Lefebvre, Yvan Vallée, J.-A. Beauchemin, Paul Brodeur, J.-A. Brunet, Charles Tremblay, François Valiquette, Armand Léger, Robert Guay, Gérard Lacasse et Henri Lavoie). Exploit plutôt rare, la construction fut terminée dix mois avant l'échéance. Le pont Honoré-Mercier est inauguré en grande pompes le 11 juillet 1934. Un pont jumeau a été construit en aval en 1963 pour répondre à la circulation croissante.
Le 1er mars 1965, une explosion d'une conduite de gaz naturel survient dans le quartier d'immeubles à loyer modique de LaSalle Heights et cause 28 décès, 39 blessés et plus de 200 sans-abri. La place du 1er-Mars-1965 sur le boulevard LaSalle commémore cet évènement,.
La seconde moitié du XXe siècle est marquée par une forte croissance démographique : en dix ans, de 1956 à 1966, la population passe de 18 973 à 48 322. Elle atteint 76 713 en 1976. La grande industrie cède sa place à de plus petites, axées vers la technologie moderne. Dans la foulée de la mondialisation, de grandes usines locales ferment leurs portes (Foxboro, Seagram, etc.) ou passent sous la tutelle de compagnies étrangères (Labatt = Interbrew / Anheuser-Busch / InBev). En juin 2002, la compagnie Seagram, propriétaire d'une usine à LaSalle depuis 1933, annonce la fermeture de son usine spécialisée dans l'embouteillage du whisky canadien Crown Royal et du rhum Captain Morgan pour le début d'octobre 2003. La distillerie ferme toutefois finalement ses portes à la fin de novembre 2002. Le 10 juin 2004, on annonçait que l'usine Kraft, en opération depuis 1959, fermerait ses portes en mars 2005, entraînant la perte de 235 emplois. L'usine fabriquait notamment le chocolat Baker's, le café Maxwell House et la garniture fouettée Dream Whip.
Grâce à la persévérance du médecin-maire, Maurice Lacharité (1907-1963), l'hôpital général de LaSalle est inauguré le 15 décembre 1961. Le centre civique (renommé Aréna Jacques-Lemaire) est inauguré en 1962.

#### L'arrondissement de LaSalle (depuis 2002)

Logo du centenaire de LaSalle en 2012.

Le 1er janvier 2002, dans le cadre des réorganisations municipales québécoises, toutes les municipalités de l'ancienne Communauté urbaine de Montréal sont fusionnées pour former la ville de Montréal. L'arrivée d'un nouveau gouvernement provincial en 2003, élu notamment avec la promesse de donner aux citoyens des villes fusionnées de force par le gouvernement précédent la possibilité de se prononcer sur la question de la fusion de leur ancienne municipalité, permet la tenue de référendums en juin 2004 à ce sujet. Les LaSallois se prononcent dans une proportion de 60 % pour la reconstitution de leur ville d'origine, mais n'atteignent pas le 35 % d'électeurs requis. Alors que certaines villes seront reconstituées en janvier 2006, LaSalle demeurera donc un arrondissement de Montréal.

## Démographie
La population de LaSalle est relativement stable des années 1980 au milieu des années 2010, soit autour de 75 000 habitants. Elle connaît cependant un bond important entre 2016 et 2021 où elle croît d'environ 6 000 habitants pour atteindre 82 235 habitants. En 2016, la taille de la population de l'arrondissement se classe au 13e rang sur les 19 arrondissements que compte la ville de Montréal. Cette même année, les LaSallois représentent également 4,5 % de toute la population montréalaise. 
| 1991   | 1996   | 2001   | 2006   | 2011   | 2016   | 2021   | 2026 |
| ------ | ------ | ------ | ------ | ------ | ------ | ------ | ---- |
| 73 804 | 72 029 | 73 983 | 74 763 | 74 276 | 76 853 | 82 235 |      |

## Administration
La mairesse de l'arrondissement est Nancy Blanchet de l'Équipe LaSalle. Tous les conseillers de l'arrondissement sont issus de ce même parti. Lors du mandat 2017-2021, la mairesse et tous les conseillers proviennent du parti Équipe Barbe, renommé Équipe LaSalle lors du départ de Manon Barbe de la vie politique. Depuis la constitution de LaSalle en tant qu'arrondissement, les électeurs n'ont jamais voté pour l'un des grands partis politiques présentant des candidats à l'échelle de la ville. À l'instar d'Anjou, ils ont toujours opté pour une équipe locale.  
| Conseil d'arrondissement de LaSalle | Conseil d'arrondissement de LaSalle | 2005-2009                                             | 2009-2013         | 2013-2017         | 2017-2021         | 2021-2025         |
| Arrondissement                      | Mairesse                            | Manon Barbe                                           | Manon Barbe       | Manon Barbe       | Manon Barbe       | Nancy Blanchet    |
| District Cecil-P.-Newman            | Conseiller de la Ville              | Alvaro Farinacci                                      | Alvaro Farinacci  | Monique Vallée    | Lise Zarac        | Laura Palestini   |
| District Cecil-P.-Newman            | Conseillers d'arrondissement        | Vincenzo Cesari                                       | Vincenzo Cesari   | Serge Declos      | Serge Declos      | Michel Noël       |
| District Cecil-P.-Newman            | Conseillers d'arrondissement        | Lise Zarac (2005-2008) Michael Vadacchino (2008-2009) | Josée Troilo      | Josée Troilo      | Josée Troilo      | Josée Troilo      |
| District Sault-Saint-Louis          | Conseiller de la Ville              | Richard Deschamps                                     | Richard Deschamps | Richard Deschamps | Richard Deschamps | Richard Deschamps |
| District Sault-Saint-Louis          | Conseillers d'arrondissement        | Ross Blackhurst                                       | Ross Blackhurst   | Nancy Blanchet    | Nancy Blanchet    | Daniela Romano    |
| District Sault-Saint-Louis          | Conseillers d'arrondissement        | Laura Palestini                                       | Laura Palestini   | Laura Palestini   | Laura Palestini   | Benoit Auger      |

### Maires de la ville et de l’arrondissement LaSalle
Les personnes suivantes ont occupé la fonction de maire de la ville de LaSalle :
- 1912-1913 : Henri Bergevin (1862-1931);
- 1913-1915 : Cecil Platt Newman (1866-1952);
- 1915-1917 : Cyril Charles Lapierre (1870-1926);
- 1917-1921 : Jean-Baptiste Beyries (1879-1978);
- 1921-1925 : Anatole Carignan (1885-1952), aussi député de l'Union nationale;
- 1925-1935 : Louis-Auguste Chatelle (1871-1940);
- 1935-1939 : Armand Brosseau (1892-1972);
- 1939-1954 : Anatole Leroux (1891-1976);
- 1954-1963 : Dr Maurice Lacharité (1907-1963), fondateur de l'Hôpital général de LaSalle;
- 1963-1971 : Dr Lionel Boyer (1919-1990);
- 1971-1983 : Gérald Raymond (1920-1990);
- 1983-2001 : Dr Michel Leduc (1941-2012);

et de mairesse de l'arrondissement :
- 2002-2021 : Manon Barbe (1957-);
- 2021-... : Nancy Blanchet (1973-)

## Transports
- La gare de train de banlieue LaSalle, sur la ligne Candiac du Réseau de transport métropolitain (Exo).
- La station de métro Angrignon, située à la limite de LaSalle, dans l’arrondissement Le Sud-Ouest, relie plusieurs trajets d'autobus de LaSalle vers le centre-ville de Montréal.
- L'arrondissement est desservi par les lignes d’autobus de la Société de transport de Montréal (STM), les lignes 106, 109 et 113 sont les principales au nord de l’arrondissement et les lignes 61, 107 et 112 au sud. La ligne 123 parcours l’arrondissement du nord au sud.
- La route 138 relie LaSalle à Kahnawake par le pont Honoré-Mercier.
- Autres artères : les boulevards LaSalle, Newman, De La Vérendrye, Bishop-Power, Shevchenko, Champlain et Angrignon, ainsi que les rues et avenues Airlie, Lafleur, Centrale, Dollard, Édouard, Saint-Patrick et Lapierre.

## Attraits

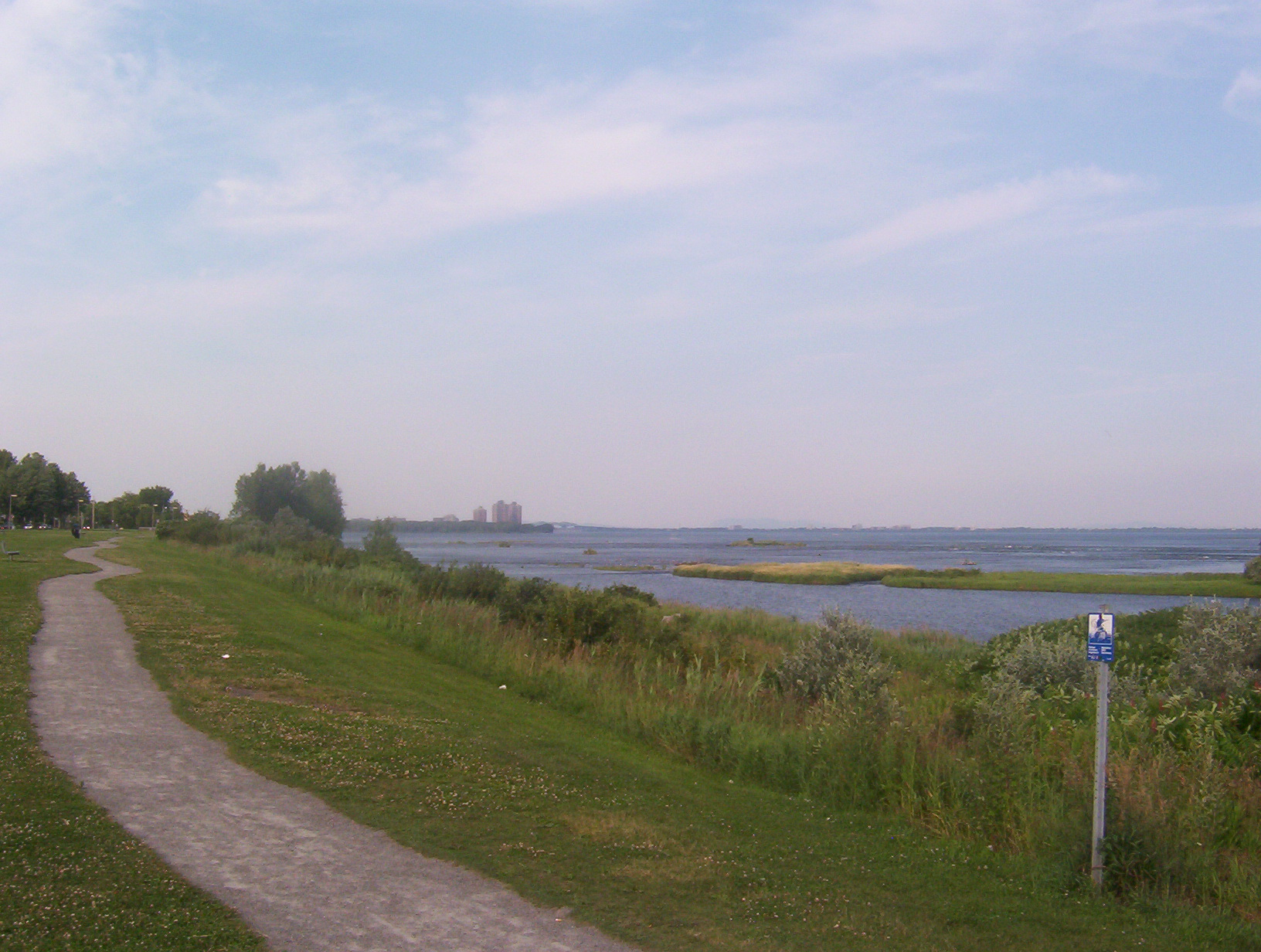
Fleuve Saint-Laurent
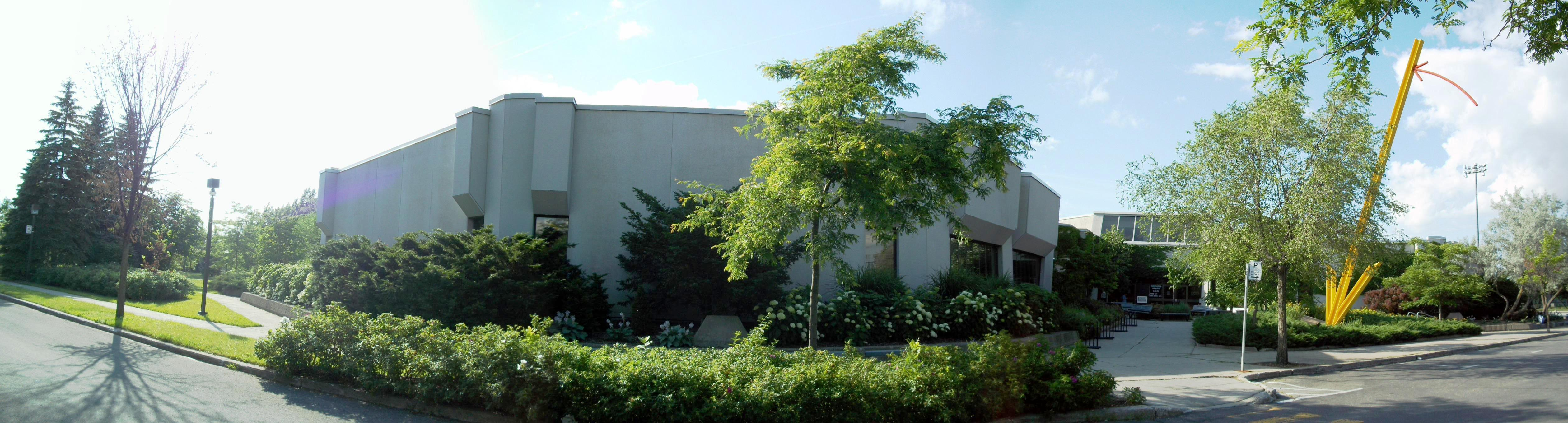
Bibliothèque L'Octogone

- Le fleuve Saint-Laurent et ses rapides de Lachine. Spectaculaire couloir de l'un des plus importants bassins d'eau au monde. Il draine les eaux des Grands-Lacs, de l'Abitibi et du Saguenay et de nombreuses rivières de la Côte-Nord.
- Le parc des Rapides et le refuge d'oiseaux migrateurs de l'Île-aux-Hérons. C'est aussi l'endroit où l'organisme Héritage Laurentien vous interprète la faune, la flore et l'environnement en général. Le parc est aménagé sur la rive laSalloise et sur les restes de l'ancienne centrale hydro-électrique de Lachine construite en 1897 par la Lachine Rapids Hydraulic and Land Company et fermée en 1931.
- Le canal de Lachine. Inauguré en 1824 et maintes fois agrandi et amélioré, ce lieu historique national est sous la responsabilité de Patrimoine Canada.
- Le canal de l'Aqueduc de Montréal. Construit en 1852, à la suite du grand incendie qui détruisit une partie de la ville de Montréal. Ce canal fournit la quasi-totalité de l'eau potable de Montréal. L'usine de filtration Charles-J.-Des Baillets inaugurée en 1978, conjointement avec celle d'Atwater, alimente les réservoirs du mont Royal en eau potable.
- La Mairie de LaSalle. Occupe l'ancienne usine de la compagnie Burroughs-Wellcome. Prototype nord-américain de l'architecture en béton précontraint, construite en 1930. Elle loge aussi plusieurs organismes de loisirs et de culture, dont la radio communautaire (Radio-LaSalle, CKVL, 100,1 FM).
- Le centre culturel l'Octogone: qui loge la bibliothèque municipale et dont la flèche jaune apparait dans le film Le Déclin de l'empire américain[15]
- Le centre culturel et communautaire Henri-Lemieux, qui loge la Galerie des Trois-C, le Théâtre du Grand-Sault et le Centre du Vieux-Moulin. Fondé en 1986, dans l'édifice de l'ancienne école Notre-Dame-du-Sacré-Cœur.
- L’église Saint-Nazaire. La paroisse existe depuis 1916, desservant l’ensemble du territoire de la ville. L’église, commencée en 1932, a été inaugurée le 5 février 1933. Construite selon les plans de l’architecte Joseph-E.-Alexandre Benoît (1876-1949), elle présente un style particulier alliant le classique et le néo-roman. Située sur la rue Bélanger, elle s’intègre bien dans le décor du quartier Highlands.
- Les voies cyclables en bordure du fleuve Saint-Laurent, de l'aqueduc et du canal Lachine.

## Lieux patrimoniaux
Ce tableau recense les lieux patrimoniaux inscrits au répertoire des lieux patrimoniaux du Canada, qu'ils soient de niveau provincial, fédéral ou municipal.
| [ 16 ] | Lieu patrimonial                                           | Illustration                                               | Adresse                 | Coordonnées        | No    | Constr. | Prot.     | Rec.            | Notes |
| ------ | ---------------------------------------------------------- | ---------------------------------------------------------- | ----------------------- | ------------------ | ----- | ------- | --------- | --------------- | ----- |
| M      | 33-35, rue Alepin                                          | 33-35, rue Alepin                                          | 33-35, rue Alepin       | 45.43297 -73.59008 | 6605  |         | MH cité   | 12 février 1990 |       |
| M      | Ancien hôtel de ville de LaSalle                           | Ancien hôtel de ville de LaSalle                           | 13, avenue Strathyre    | 45.42636 -73.65972 | 16295 |         | MH cité   | 12 février 1990 |       |
| M      | Maison De Lorimier-Bélanger                                | Maison De Lorimier-Bélanger                                | 9603, boulevard LaSalle | 45.42261 -73.65469 | 4844  |         | MH cité   | 12 février 1990 |       |
| M      | Annexe de la maison De Lorimier-Bélanger                   | Annexe de la maison De Lorimier-Bélanger                   | 9601, boulevard LaSalle | 45.42261 -73.65469 | 4843  |         | MH cité   | 12 février 1990 |       |
| M      | Maison Penniston                                           | Maison Penniston                                           | 7525, boulevard LaSalle | 45.43378 -73.588   | 4535  |         | MH cité   | 12 février 1990 |       |
| P      | Moulin à vent Fleming                                      | Moulin à vent Fleming                                      | 9675, boulevard LaSalle | 45.42606 -73.66008 | 6954  |         | BA classé | 13 janvier 1983 |       |
| P      | Site archéologique de l'Église-des-Saints-Anges-de-Lachine | Site archéologique de l'Église-des-Saints-Anges-de-Lachine | Boulevard LaSalle       | 45.42425 -73.65681 | 11248 |         | SA classé | 11 mai 1977     |       |

## Autres lieux d’intérêt
Parmi les autres lieux d'intérêt, citons:
- Église Saint-Nazaire
- Église Saint-Télesphore
- Église Sainte-Catherine-Labouré
- Noyau paroissial Notre-Dame-du-Sacré-Cœur: 
  - Église et presbytère Notre-Dame-du-Sacré-Cœur. L'église Notre-Dame-du-Sacré-Cœur a été dessinée par l'architecte Napoléon Beauchamp en 1936[18].
  - Ancienne école Notre-Dame-du-Sacré-Cœur, aujourd'hui le Centre communautaire et culturel Henri-Lemieux
  - Résidence des Frères du Sacré-Cœur
- Complexe industriel de la Seagram

## Éducation
- Le Cégep André-Laurendeau, qui loge aussi le Centre intégré de mécanique, métallurgie et électricité (CIMME), un centre d'activités physiques CAPCAL) et le théâtre Desjardins (salle de spectacle Jean-Grimaldi).
- L'éducation primaire et secondaire est assurée en français par le Centre de services scolaire Marguerite-Bourgeoys (CSSMB) et en anglais par la Commission scolaire Lester-B.-Pearson (CSLBP). Elles partagent certains édifices scolaires : Pierre-Rémy et Laurier-Macdonald, Laurendeau-Dunton et St.Lawrence, Terre-des-Jeunes et Children's World et Henri-Forest. La ville a l'école primaire LaSalle Junior et Senior[19]
- Le Collège Saint-Louis, offre le diplôme d'éducation internationale, maintenant déménagé à Lachine. L'école secondaire est l'école Cavelier-de-LaSalle.
- L'école secondaire anglophone est le LaSalle Community Comprehensive High School.

## Services de santé
Pour les soins de santé, l'arrondissement LaSalle, fait partie du Centre intégré universitaire de santé et de services sociaux (CIUSSS) de l’Ouest-de-l’Île-de-Montréal au sein duquel se trouvent:
- L’Hôpital LaSalle, centre hospitalier de soins généraux et spécialisés, comprenant aussi deux étages de soins de longue durée;
- le Centre d’hébergement de LaSalle, CHSLD;
- le Centre local de services communautaires CLSC LaSalle;

Plusieurs cliniques privées offrent des services sans rendez-vous.

## Activités

### Activités sociales
- Les clubs sociaux Optimistes, Richelieu, la Légion canadienne et les Chevaliers de Colomb.

### Activités culturelles
- L'Octogone (bibliothèque municipale : zone Wi-Fi, laboratoire internet)
- Théâtre Desjardins Salle Jean-Grimaldi (situé au Cégep André-Laurendeau)
- Théâtre du Grand-Sault (situé au Centre Henri-Lemieux)
- Galerie Les 3 C (située au Centre Henri-Lemieux)
- Moulin à vent Fleming (activités d'interprétation historique en été)
- De nombreuses organisations culturelles comme : La Société historique Cavelier-de-LaSalle, le Cercle Bolduc Primeau, Université du Troisième Âge, Association des Artistes de LaSalle, etc.

### Activités sportives
- Aquadôme, piscine intérieure (située près du Cégep)
- Aréna Jacques-Lemaire
- Centre sportif Dollard-St-Laurent et Skatepark
- Piscines extérieures : (parcs Hayward, Lacharité, Lefebvre, Leroux, Ménard, Ouellette et Raymond).
- Parc Riverside (Stade Éloi-Viau, piste Fritz-R.-Prévost, stade Keith-Ewenson). L’équipe Les Cardinal de LaSalle, de la ligue de baseball junior élite du Québec évolue au stade Éloi-Viau.
- Des dizaines de parcs offrant diverses activités : balle, tennis, soccer, pataugeoire, patinoires extérieures, etc.

- De nombreuses pistes cyclables, près du fleuve, du canal de l’Aqueduc et du canal de Lachine, ainsi que des voies partagées sur de nombreuses rues.
- Rampe de mise à l’eau au parc de l’Aqueduc.
- De nombreuses organisations sportives:
  - Athlétisme: Les Kilomaîtres de LaSalle;
  - Baseball: Les Cardinals de LaSalle, de la Ligue de baseball junior élite du Québec (LBJEQ);
  - Boxe: Le club de boxe LaSalle;
  - Gymnastique: Le club Jeune Aire;
  - Hockey: Les Cougars de LaSalle;
  - Natation: Le club Calac (compétition); le Club des Maîtres-Nageurs;
  - Patinage: Le Club de patinage artistique; les Ailes d’Or (vitesse);
  - Ski de fond: Naturafond;
  - Tir à l’Arc: Les Archers de LaSalle;
  - Triathlon: Club de triathlon des Rapides;

Le club de patinage de vitesse, Les Ailes d'Or.
- L'école de natation Calac (Club Aquatique LaSalle Aquatique Club)

### Activités de loisirs
- Les loisirs paroissiaux Notre-Dame-du-Sacré-Cœur, Saint-Nazaire, Saint-Télésphore, Sainte-Catherine-Labouré, Laurendeau Dunton et St. John Brébeuf.
- Le Club garçons et filles de LaSalle.
- La Maison des Jeunes La Bicoque
- Plusieurs Camps de jour d'été (ex: Camp de jour à l'école Lasalle Catholic High School)
- Les scouts  183e groupe scout des Rapides (au sous-sol de l'église Notre-Dame-du-Sacré-Cœur)
- Les scouts  218e Radisson (au sous-sol de l'église Saint-Nazaire)

### Associations religieuses

#### Catholiques romaines
- Paroisse Saint-Nazaire. Fondée en 1916 par détachement de la paroisse des Saint-Anges-de-Lachine. Son toponyme rappelle Nazaire Piché, ancien curé de Lachine.
- Paroisse Notre-Dame-du-Sacré-Cœur. Fondée en 1927 par détachement de la paroisse Saint-Nazaire. Elle doit son toponyme aux Missionnaires du Sacré-Cœur qui l'ont desservie pendant près de 70 ans.
- Paroisse Saint-Télesphore. Fondée en 1951, par détachement de Notre-Dame-du-Sacré-Cœur. La chapelle existait déjà depuis 1917. Son toponyme rappelle Télesphore Savaria, ancien curé de Lachine.
- Paroisse Sainte-Catherine-Labouré. Fondée en 1951, par détachement de Saint-Nazaire.
- St-John-Brébeuf parish. Fondée en 1957 sous le nom de St-Barbara, elle opte pour son nouveau nom en 1964. Elle dessert la communauté anglophone de LaSalle.
- Madre dei Christiani « Mère des Chrétiens », fondée en 1970 pour desservir la communauté italophone de LaSalle.

#### Orthodoxes
- Communauté grecque du sud-ouest de Montréal, église Saint-Dionysios[20].

#### Protestantes et chrétiennes
- St-Lawrence Anglican Church,
- Grace Church (évangélique),
- Assemblée du Plein Évangile,
- Trinity Pentecostal Church,
- Église de Jésus-Christ des Saints des Derniers Jours,
- Témoins de Jéhovah, congrégation de LaSalle,
- Seventh-day Adventist Church.

#### Sikh
- Temple sikh de LaSalle.

## Personnalités
- Frédéric-Liguori Béïque (1845-1933), avocat, financier, fondateur de la Banque d'Hochelaga (Banque Nationale)
- Josée Boileau, journaliste et auteure;
- René-Robert Cavelier de La Salle (1643-1687), fondateur de Lachine et explorateur;
- Deano Clavet (1961-), boxeur et acteur;
- Shawn Collymore (1983-), joueur de hockey sur glace;
- Littorio Del Signore, (1938-) artiste peintre de renommée internationale;
- Désiré Girouard (1836-1911), député, juge en chef du Canada;
- José Gaudet et Mario Tessier, humoristes Les Grandes Gueules:
- Réjean Houle (1949-), joueur de hockey (1969-1973, 1976-1983) et directeur général (1996-2000) des Canadiens de Montréal;
- Marie-Claire Kirkland-Casgrain (1924-2016), députée, première femme à occuper un ministère au Québec;
- Jacques Lemaire (1945-), joueur de hockey des Canadiens de Montréal, de 1967 à 1979;
- Paul Martin (1938-), député, Ministre des Finances puis Premier Ministre du Canada;
- William Watson Ogilvie (1835-1900), grand propriétaire et homme d'affaires, fondateur des Meuneries Ogilvie;
- Silvio Palmieri (1957-2018), musicien compositeur;
- Roméo Pérusse (1927-1992), humoriste;
- Stéphane Rousseau (1966-), humoriste;
- Serge Robert (1970-) Mononc' Serge, auteur compositeur interprète;
- Dollard Saint-Laurent (1929-2015), joueur des Canadiens de Montréal de 1951 à 1958;
- Anthony Stewart (1985-), joueur de hockey sur glace;
- Marie-Élaine Thibert (1982-), chanteuse;